# Nati il 28 giugno
| Questa pagina contiene informazioni ricavate automaticamente dalle voci biografiche con l'ausilio del template Bio e di un bot. L'aggiornamento è periodico e automatico e ricostruisce completamente la pagina. Se manca una persona in questa lista, sei pregato di non aggiungerla, ma accertati piuttosto che la sua voce biografica contenga il template Bio e che i dati anagrafici siano correttamente compilati. Se il template Bio manca, inseriscilo tu stesso o, in alternativa, metti l'avviso {{tmp\|Bio}} che ne segnala la mancanza. Se i dati riportati sono sbagliati, correggi direttamente la voce biografica; le modifiche saranno visibili in questa lista entro pochi giorni. Per chiarimenti vedi il progetto biografie. La lista contiene solo le 1.126 persone che sono citate nell'enciclopedia e per le quali è stato implementato correttamente il template Bio. Pagina aggiornata al 13 ago 2025. |

## VIII secolo(1)
- 751 - Carlomanno I, sovrano († 771)

## XIII secolo(1)
- 1243 - Go-Fukakusa, imperatore giapponese († 1304)

## XV secolo(4)
- 1444 - Carlotta di Cipro, principessa († 1487)
- 1476 - Papa Paolo IV, papa, vescovo cattolico e cardinale italiano († 1559)
- 1490 - Alberto di Hohenzollern, cardinale e nobile tedesco († 1545)
- 1491 - Enrico VIII d'Inghilterra, re inglese († 1547)

## XVI secolo(10)
- 1503 - Giovanni Della Casa, letterato, scrittore e arcivescovo cattolico italiano († 1556)
- 1515 - Anna di Clèves, principessa tedesca († 1557)
- 1557 - Philip Howard, XX conte di Arundel, nobile inglese († 1595)
- 1560 - Giovanni Paolo Lascaris di Ventimiglia e Castellar, principe († 1657)
- 1564 - Virgilio Cepari, religioso e gesuita italiano († 1631)
- 1573 - Tommaso Stigliani, poeta, scrittore e critico letterario italiano († 1651)
- 1577 - Peter Paul Rubens, pittore fiammingo († 1640)
- 1582 - William Fiennes, I visconte di Saye e Sele, politico e nobile inglese († 1662)
- 1585 - Sisto Badalocchio, pittore e incisore italiano
- 1598 - Scipione Pannocchieschi, cardinale e arcivescovo cattolico italiano († 1670)

## XVII secolo(16)
- 1609 - Pieter van Lint, pittore e disegnatore fiammingo († 1690)
- 1611 - Robert Rich, III conte di Warwick, conte britannico († 1659)
- 1616 - Lucas Franchoijs il Giovane, pittore fiammingo († 1681)
- 1618 - Jean Le Pautre, incisore francese († 1682)
- 1619 - Pier Francesco Silvani, architetto italiano († 1685)
- 1619 - Alfonso Álvarez Barba Ossorio, arcivescovo cattolico spagnolo († 1688)
- 1641 - Maria Casimira Luisa de la Grange d'Arquien, regina († 1716)
- 1644 - Nicolas Bernier, compositore, clavicembalista e teorico della musica francese († 1734)
- 1660 - Giovanni Vincenzo Lucchesini, filologo, storico e traduttore italiano († 1744)
- 1667 - Ivan Jur'evič Trubeckoj, ufficiale e nobile russo († 1750)
- 1669 - Lebrecht di Anhalt-Zeitz-Hoym, principe tedesco († 1727)
- 1674 - Pier Leone Ghezzi, pittore italiano († 1755)
- 1675 - Pierre Lemonnier, matematico e filosofo francese († 1757)
- 1688 - Salvatore Pappacoda, II principe di Centola, nobile e politico italiano († 1744)
- 1692 - Luisa Maria Teresa Stuart, principessa († 1712)
- 1699 - Bernardino de Vecchi, cardinale italiano († 1775)

## XVIII secolo(25)
- 1703 - Alberico Clemente Carlini, religioso e pittore italiano († 1775)
- 1712 - Jean-Jacques Rousseau, filosofo, scrittore e pedagogista svizzero († 1778)
- 1715 - Apollonio Domenichini, pittore italiano († 1757)
- 1719 - Étienne François de Choiseul, generale, diplomatico e politico francese († 1785)
- 1730 - Ivan Petrovič Saltykov, generale russo († 1805)
- 1734 - Jean-Jacques Beauvarlet-Charpentier, compositore, organista e clavicembalista francese († 1794)
- 1735 - Jean-Pierre Houël, incisore, pittore e architetto francese († 1813)
- 1746 - Jean-Siffrein Maury, cardinale e arcivescovo cattolico francese († 1817)
- 1752 - Karl von Eckartshausen, filosofo tedesco († 1803)
- 1753 - Anton Stadler, clarinettista austriaco († 1812)
- 1754 - Claude François de Malet, generale francese († 1812)
- 1754 - Guglielmo Enrico di Nassau-Zuylestein, V conte di Rochford, diplomatico inglese († 1830)
- 1755 - Marco Alessandri, politico italiano († 1830)
- 1760 - Mulay Sulayman, sultano marocchino († 1822)
- 1761 - George Gordon, IX marchese di Huntly, nobile scozzese († 1853)
- 1767 - Giovanni Battista Gigola, pittore e miniaturista italiano († 1841)
- 1772 - Karl Wilhelm Becker, numismatico, bibliotecario e mercante tedesco († 1830)
- 1773 - Frédéric Cuvier, zoologo francese († 1838)
- 1776 - Charles Mathews, attore teatrale e direttore teatrale inglese († 1835)
- 1787 - Harry Smith, I baronetto, generale britannico († 1860)
- 1792 - William Neville, IV conte di Abergavenny, nobile inglese († 1868)
- 1795 - Jean-Antoine Gal, religioso, storico e archeologo italiano († 1867)
- 1796 - Carolina Amalia di Schleswig-Holstein-Sonderburg-Augustenburg, sovrana danese († 1881)
- 1799 - Anton Friedrich Ludwig Pelt, teologo tedesco († 1861)
- 1799 - Amalia di Württemberg, principessa tedesca († 1848)

## XIX secolo(174)
- 1804 - Franz Meyen, medico e botanico tedesco († 1840)
- 1805 - Napoléon Coste, compositore e chitarrista francese († 1883)
- 1805 - Adolph Schroedter, pittore tedesco († 1875)
- 1806 - Henry Montgomery Lawrence, militare britannico († 1857)
- 1807 - Pierre-Paul de La Grandière, militare francese († 1876)
- 1808 - Carlo Figoli, politico italiano († 1892)
- 1808 - Giovan Battista Formentini, patriota e politico italiano († 1881)
- 1808 - Cristina Trivulzio di Belgiojoso, nobildonna, patriota e giornalista italiana († 1871)
- 1812 - Carlo Giachery, architetto italiano († 1865)
- 1812 - Alamanno Morelli, attore teatrale italiano († 1893)
- 1812 - John Plimmer, politico neozelandese († 1905)
- 1812 - Ludwig Strümpell, filosofo e pedagogista tedesco († 1899)
- 1815 - Cesare Asti, attore teatrale italiano († 1897)
- 1816 - Pierre Olivier Joseph Coomans, pittore, illustratore e incisore belga († 1889)
- 1816 - Dmitrij Alekseevič Miljutin, generale e politico russo († 1912)
- 1818 - Cesare Ciardi, flautista e compositore italiano († 1877)
- 1818 - Angelo Secchi, gesuita, astronomo e geodeta italiano († 1878)
- 1819 - Carlotta Grisi, ballerina italiana († 1899)
- 1819 - Carlo Negroni, politico, giornalista e letterato italiano († 1896)
- 1821 - Jules Adenis, drammaturgo, librettista e giornalista francese († 1900)
- 1823 - Cesare Bertea, avvocato e politico italiano († 1886)
- 1823 - Louise Lavoye, soprano francese († 1897)
- 1824 - Paul Broca, antropologo, neurologo e chirurgo francese († 1880)
- 1825 - Emil Erlenmeyer, chimico tedesco († 1909)
- 1825 - Père Tanguy, mercante d'arte e collezionista d'arte francese († 1894)
- 1827 - Eugène Chavette, romanziere francese († 1902)
- 1827 - Filippo Sacchini, avvocato italiano († 1892)
- 1828 - Alexandre Franquet, ammiraglio francese († 1907)
- 1829 - Charles-Théodore Millot, militare francese († 1889)
- 1831 - Vincenzo Cosentino, magistrato italiano († 1879)
- 1831 - Joseph Joachim, violinista, direttore d'orchestra e compositore ungherese († 1907)
- 1831 - Otto Stobbe, giurista tedesco († 1887)
- 1832 - Juan León Mera, scrittore, politico e pittore ecuadoriano († 1894)
- 1832 - Luigi Palma di Cesnola, generale, diplomatico e archeologo italiano († 1904)
- 1835 - Alexis Douillard, pittore francese († 1905)
- 1836 - Benedetto Faustini, architetto e scultore italiano († 1895)
- 1837 - Petre P. Carp, politico rumeno († 1919)
- 1841 - Marie Bonnevial, insegnante e attivista francese († 1918)
- 1841 - James Earp, imprenditore statunitense († 1926)
- 1841 - Catherine Jane Wood, infermiera britannica († 1930)
- 1842 - León Abadías y Santolaria, pittore spagnolo († 1894)
- 1843 - Alois Düll, scultore e insegnante austriaco († 1900)
- 1843 - Gennaro Aspreno Galante, presbitero e storico italiano († 1923)
- 1844 - John Boyle O'Reilly, poeta, scrittore e attivista irlandese († 1890)
- 1845 - Maria Gasparina di Sassonia-Altenburg, principessa tedesca († 1930)
- 1846 - Matúš Dula, politico e avvocato slovacco († 1926)
- 1846 - Otto Piltz, pittore tedesco († 1910)
- 1847 - Julius Heinrich Franz, astronomo tedesco († 1913)
- 1847 - Sveinbjörn Sveinbjörnson, compositore islandese († 1927)
- 1848 - Corrado Parona, zoologo e medico italiano († 1922)
- 1849 - Luigi Scorrano, pittore italiano († 1924)
- 1850 - Léonce Manouvrier, antropologo, anatomista e fisiologo francese († 1927)
- 1852 - Hans Huber, compositore svizzero († 1921)
- 1853 - Adolph Strümpell, neurologo tedesco († 1925)
- 1855 - Francesco Quagliariello, politico e avvocato italiano
- 1855 - Theodor Reuss, esoterista tedesco († 1923)
- 1855 - Federico Tabassi, politico italiano († 1939)
- 1856 - Giambattista Miliani, politico italiano († 1937)
- 1858 - Jean-Charles Arnal du Curel, vescovo cattolico francese († 1915)
- 1858 - Cherubino Binelli, politico e imprenditore italiano († 1920)
- 1858 - Wilhelm Kubitschek, storico, archeologo e numismatico austriaco († 1936)
- 1858 - Otis Skinner, attore statunitense († 1942)
- 1859 - William Henry, nuotatore e pallanuotista britannico († 1928)
- 1859 - Domenico Someda, pittore italiano († 1944)
- 1860 - Vladislav Napoleonovič Klembovskij, militare russo († 1921)
- 1861 - Władysław Krynicki, vescovo cattolico polacco († 1928)
- 1861 - José Luna, medico filippino († 1917)
- 1862 - Luigi Bignami, arcivescovo cattolico italiano († 1919)
- 1862 - George Helmore, rugbista a 15 e crickettista neozelandese († 1922)
- 1862 - Hermann Johannes Pfannenstiel, ginecologo tedesco († 1909)
- 1862 - Pietro di Kruticy, religioso e santo russo († 1937)
- 1863 - Carlo Balboni, scultore italiano († 1947)
- 1863 - Sergej L'vovič Tolstoj, scrittore e musicologo russo († 1947)
- 1865 - Otto Julius Bierbaum, giornalista, scrittore e poeta tedesco († 1910)
- 1865 - David Young Cameron, pittore e incisore scozzese († 1945)
- 1865 - Juan B. Justo, politico, medico e giornalista argentino († 1928)
- 1866 - Carlo Pinto, magistrato e politico italiano († 1938)
- 1867 - Luigi Pirandello, drammaturgo, scrittore e poeta italiano († 1936)
- 1869 - Frances Blogg, scrittrice britannica († 1938)
- 1869 - Ezio Marchi, veterinario italiano († 1908)
- 1869 - Mario Puccini, pittore italiano († 1920)
- 1870 - Giulia Florio, nobildonna e filantropa italiana († 1947)
- 1870 - José Maria Gabriel y Galán, poeta spagnolo († 1905)
- 1871 - Johan Anker, velista norvegese († 1940)
- 1871 - Peter Hodge, allenatore di calcio e arbitro di calcio britannico († 1934)
- 1872 - Giovanni Pietro Eligio Gorio, politico italiano († 1941)
- 1873 - Alexis Carrel, chirurgo e biologo francese († 1944)
- 1873 - Daisy Cornwallis-West, socialite britannica († 1943)
- 1874 - Léon-Paul Classe, missionario e vescovo cattolico francese († 1945)
- 1875 - Edwin Cerio, ingegnere, scrittore e naturalista italiano († 1960)
- 1875 - Henri Lebesgue, matematico francese († 1941)
- 1876 - Robert Guérin, giornalista e dirigente sportivo francese († 1952)
- 1876 - Max Lewandowsky, neurologo tedesco († 1916)
- 1878 - Stanislaw Brzozowski, filosofo, scrittore e critico letterario polacco († 1911)
- 1878 - Thomas R. Mills, attore e regista inglese († 1953)
- 1878 - Aaron Rosanoff, psichiatra russo († 1943)
- 1880 - Alexander Lozza, poeta e presbitero svizzero († 1953)
- 1880 - John Meyers, pallanuotista e nuotatore statunitense († 1975)
- 1880 - René Olry, generale francese († 1944)
- 1882 - Herbert Heyner, baritono inglese († 1954)
- 1882 - Christian Steinmetz, cestista statunitense († 1963)
- 1882 - Valeska Suratt, attrice statunitense († 1962)
- 1883 - Martin Hinton, zoologo britannico († 1961)
- 1883 - Pierre Laval, politico francese († 1945)
- 1883 - Maria Giuseppa Liesch, pittrice e illustratrice italiana († 1930)
- 1883 - Polly Moran, attrice statunitense († 1952)
- 1884 - Pietro Belletti, generale italiano († 1950)
- 1885 - Giuseppe Mulè, compositore e direttore d'orchestra italiano († 1951)
- 1885 - Virgilio Verdaro, politico svizzero († 1960)
- 1885 - Berthold Viertel, scrittore, drammaturgo e regista austriaco († 1953)
- 1886 - John Renshaw Carson, scienziato statunitense († 1940)
- 1886 - Aloïse Corbaz, pittrice svizzera († 1964)
- 1886 - Nino Costa, poeta italiano († 1945)
- 1886 - Hitoshi Imamura, generale giapponese († 1968)
- 1886 - Frank Mayo, attore statunitense († 1963)
- 1886 - Romano Valori, pittore italiano († 1918)
- 1886 - Karl Christian Weber, missionario e vescovo cattolico tedesco († 1970)
- 1887 - Georges Batault, scrittore, storico e filosofo svizzero († 1963)
- 1887 - Enzo Biliotti, attore italiano († 1976)
- 1887 - Johann Meiringer, calciatore austriaco († 1961)
- 1888 - Guido Ara, calciatore e allenatore di calcio italiano († 1975)
- 1888 - Augusto De Angelis, scrittore e giornalista italiano († 1944)
- 1888 - Pietro Pappagallo, presbitero e antifascista italiano († 1944)
- 1888 - Milunka Savić, militare serba († 1973)
- 1889 - Gabriele Foschiatti, militare, partigiano e antifascista italiano († 1944)
- 1889 - Abbas el-Aqqad, scrittore egiziano († 1964)
- 1890 - William Blandy, ammiraglio statunitense († 1954)
- 1890 - Guido Corbellini, ingegnere e politico italiano († 1976)
- 1890 - Antonio Di Jorio, compositore e direttore di banda italiano († 1981)
- 1890 - Kay Laurell, attrice statunitense († 1927)
- 1890 - Benedetto Pasqua di Bisceglie, generale italiano († 1941)
- 1891 - Carmen Cartellieri, attrice austriaca († 1953)
- 1891 - Esther Forbes, storica e scrittrice statunitense († 1967)
- 1891 - Carl Panzram, serial killer statunitense († 1930)
- 1891 - Carl Andrew Spaatz, generale e aviatore statunitense († 1974)
- 1892 - Eduardo Bianco, compositore, violinista e direttore d'orchestra argentino († 1959)
- 1892 - Edward Carr, storico, giornalista e diplomatico britannico († 1982)
- 1892 - Mario Castagneri, fotografo e restauratore italiano († 1940)
- 1893 - Léon Bronckaert, ginnasta belga
- 1893 - Brasswell Deen, politico e allevatore statunitense († 1981)
- 1893 - Florence Henri, fotografa, pittrice e compositrice († 1982)
- 1893 - Carlo Martinenghi, mezzofondista e siepista italiano († 1954)
- 1893 - August Zamoyski, scultore polacco († 1970)
- 1894 - Gilberto Errera, militare, aviatore e ingegnere italiano († 1966)
- 1894 - Einar Hille, matematico statunitense († 1980)
- 1894 - Francis Hunter, tennista statunitense († 1981)
- 1894 - Alessandro Marcello Del Majno, militare e antifascista italiano († 1980)
- 1894 - Alice D.G. Miller, sceneggiatrice statunitense († 1985)
- 1894 - Allardyce Nicoll, storico della letteratura inglese († 1976)
- 1894 - Abram Matveevič Room, regista sovietico († 1976)
- 1894 - Hugh Stanislaus Stange, scrittore, compositore e regista statunitense († 1966)
- 1894 - Yngvar Tørnros, calciatore norvegese († 1967)
- 1894 - Lois Wilson, attrice statunitense († 1988)
- 1895 - Cicely Mary Barker, illustratrice inglese († 1973)
- 1895 - Elio Bettini, militare italiano († 1943)
- 1895 - Marino Capicchioni, liutaio sammarinese († 1977)
- 1895 - Trifko Grabež, rivoluzionario serbo († 1916)
- 1895 - Pietro Mignosi, filosofo e critico letterario italiano († 1937)
- 1895 - Iona Timofeevič Nikitčenko, giurista e militare sovietico († 1967)
- 1895 - Louis Raymond, tennista sudafricano († 1962)
- 1895 - Hans Sutor, calciatore tedesco († 1976)
- 1896 - Constance Binney, attrice statunitense († 1989)
- 1896 - Enrico Bocci, avvocato, partigiano e antifascista italiano († 1944)
- 1897 - Mary Anderson, attrice statunitense († 1986)
- 1897 - Graves Erskine, generale statunitense († 1973)
- 1897 - Bruto Puccetti, politico italiano († 1973)
- 1897 - Robert Emmett Tansey, attore, sceneggiatore e regista statunitense († 1951)
- 1898 - Attilio Del Gobbo, patriota italiano († 1918)
- 1898 - Clifford Chilcott, lottatore canadese († 1970)
- 1898 - Louis King, regista e attore statunitense († 1962)
- 1898 - Odette Myrtil, attrice, cantante e violinista statunitense († 1978)
- 1898 - Felice Tantardini, religioso italiano († 1991)
- 1900 - Giovanni De Prà, calciatore italiano († 1979)
- 1900 - Michele Paleari, calciatore italiano († 1939)

## XX secolo(863)
- 1901 - Kurt Helbig, sollevatore tedesco († 1975)
- 1902 - Pierre Brunet, pattinatore artistico su ghiaccio francese († 1991)
- 1902 - Paul Malvern, produttore cinematografico e attore statunitense († 1993)
- 1902 - George Padmore, politico trinidadiano († 1959)
- 1902 - André Philip, politico e economista francese († 1970)
- 1902 - Richard Rodgers, musicista, compositore e paroliere statunitense († 1979)
- 1902 - Pierre-Maxime Schuhl, filosofo francese († 1984)
- 1902 - Egidio Tosato, politico e giurista italiano († 1984)
- 1902 - Monchín Triana, calciatore spagnolo († 1936)
- 1903 - André Maschinot, calciatore francese († 1963)
- 1903 - Adrian Rollini, musicista statunitense († 1956)
- 1904 - Rosa Di Natale, poetessa, scrittrice e giornalista italiana († 1990)
- 1905 - Francesco Barberi, bibliotecario italiano († 1988)
- 1905 - Ashley Montagu, antropologo e saggista inglese († 1999)
- 1905 - Arthur Maria Rabenalt, regista austriaco († 1993)
- 1905 - Fausto Stefenelli, ambientalista e alpinista italiano († 1989)
- 1906 - Maria Goeppert-Mayer, fisica tedesca († 1972)
- 1906 - Jean Le Dilly, ciclista su strada francese
- 1906 - Franco Lombardi, filosofo italiano († 1989)
- 1906 - Yoshimi Ueda, dirigente sportivo giapponese († 1996)
- 1906 - Eugène van Herpen, giornalista, scrittore e regista olandese († 1970)
- 1907 - Ettore Lindner, politico italiano († 1979)
- 1907 - Pilade Luchetti, allenatore di calcio e calciatore italiano († 1994)
- 1907 - Maurice Novarina, architetto francese († 2002)
- 1907 - Paul-Émile Victor, esploratore e etnologo francese († 1995)
- 1908 - Norman Lewis, scrittore britannico († 2003)
- 1908 - Thomas Reid MacDonald, pittore canadese († 1978)
- 1908 - Heinz Moog, attore tedesco († 1989)
- 1909 - Eric Ambler, scrittore e sceneggiatore britannico († 1998)
- 1909 - Walter Audisio, partigiano e politico italiano († 1973)
- 1909 - Jack Kid Berg, pugile britannico († 1991)
- 1909 - Luigi Milano, militare e partigiano italiano († 1951)
- 1909 - Christophe Soglo, politico beninese († 1983)
- 1910 - Beniamino Schivo, presbitero italiano († 2012)
- 1911 - Alex Sinclair, hockeista su ghiaccio canadese († 2002)
- 1911 - Pietro Svageli, calciatore e allenatore di calcio italiano († 1985)
- 1912 - Cesare Bionaz, politico italiano († 1969)
- 1912 - Eleazar de Carvalho, direttore d'orchestra, compositore e docente brasiliano († 1996)
- 1912 - Sergiu Celibidache, direttore d'orchestra, compositore e insegnante rumeno († 1996)
- 1912 - Paul de Forges, militare e aviatore francese († 1943)
- 1912 - Dante Iovino, militare italiano († 1961)
- 1912 - Elisabeta Rizea, partigiana romena († 2003)
- 1912 - Carl Friedrich von Weizsäcker, fisico, astrofisico e filosofo tedesco († 2007)
- 1913 - Franz Antel, regista, sceneggiatore e produttore cinematografico austriaco († 2007)
- 1913 - Peter Demetz-Fëur, pittore italiano († 1977)
- 1913 - Pietro Fadda, politico italiano († 1991)
- 1913 - Elena Fischli Dreher, partigiana italiana († 2005)
- 1913 - Mario Lizzero, politico, partigiano e antifascista italiano († 1994)
- 1913 - Walter Oesau, aviatore tedesco († 1944)
- 1913 - Catherine Serebriakoff, pittrice russa († 2014)
- 1914 - Silvano Arieti, psichiatra italiano († 1981)
- 1914 - Armando Buso, pittore e incisore italiano († 1975)
- 1914 - Domenico Canalella, presbitero e traduttore italiano († 1978)
- 1914 - Gyula Cseszneky, poeta, traduttore e politico ungherese († 1970)
- 1914 - Ermenegildo Dal Pan, aviatore e militare italiano († 1937)
- 1914 - Aribert Heim, medico austriaco († 1992)
- 1914 - Ian MacDonald, attore statunitense († 1978)
- 1914 - Nicoletta Neri, traduttrice e anglista italiana († 2000)
- 1914 - Edgardo Rebosio, calciatore italiano
- 1914 - Barat Shakinskaya, attrice azera († 1999)
- 1915 - David Honeyboy Edwards, cantante e chitarrista statunitense († 2011)
- 1915 - Eustace Fannin, tennista sudafricano († 1997)
- 1915 - Rina Fort, criminale italiana († 1988)
- 1915 - Garoto, chitarrista e compositore brasiliano († 1955)
- 1915 - Roberto Vallone, pilota automobilistico italiano († 2001)
- 1915 - Elliott Van Zandt, allenatore di pallacanestro, allenatore di baseball e preparatore atletico statunitense († 1959)
- 1916 - Stewart Farrar, sceneggiatore e romanziere britannico († 2000)
- 1916 - Robert Guthrie, microbiologo statunitense († 1995)
- 1917 - Albert De Cleyn, calciatore belga († 1990)
- 1917 - Antonio Lucchese, calciatore italiano
- 1917 - John Dering Nettleton, militare e aviatore sudafricano († 1943)
- 1917 - Bobby Neu, cestista statunitense († 1971)
- 1917 - Mario Nigro, pittore italiano († 1992)
- 1918 - Marshall Brown, cestista, giocatore di baseball e allenatore di pallacanestro statunitense († 2008)
- 1918 - Georges Dard, calciatore francese († 2001)
- 1918 - William Stephen Whitelaw, politico britannico († 1999)
- 1919 - Ruggero Maccari, sceneggiatore e regista italiano († 1989)
- 1919 - Bálint Nagy, sollevatore ungherese († 1975)
- 1920 - Clarissa Eden, britannica († 2021)
- 1920 - Nicolaas Kuiper, matematico olandese († 1994)
- 1920 - Dragoslav Marković, politico jugoslavo († 2005)
- 1921 - Peter Dubovský, vescovo cattolico slovacco († 2008)
- 1921 - Franco Fochi, linguista italiano († 2007)
- 1921 - Norm McAtee, hockeista su ghiaccio e allenatore di hockey su ghiaccio canadese († 2010)
- 1921 - Alessandro Mirandoli, schermidore italiano
- 1921 - Pamulaparthi Venkata Narasimha Rao, politico indiano († 2004)
- 1922 - Dean Benedetti, sassofonista e compositore statunitense († 1957)
- 1922 - Mauro Bolognini, regista e sceneggiatore italiano († 2001)
- 1922 - Lloyd LaBeach, velocista panamense († 1999)
- 1922 - Giambattista Mancuso, partigiano italiano († 1944)
- 1923 - Francesco Boneschi, pubblicista, scrittore e poeta italiano († 1989)
- 1923 - Daniil Jakovlevič Chrabrovickij, regista sovietico († 1980)
- 1923 - Giff Roux, cestista statunitense († 2011)
- 1923 - Adolfo Schwelm Cruz, pilota automobilistico argentino († 2012)
- 1923 - Vinicio Vecchi, architetto italiano († 2007)
- 1924 - Danilo Dolci, sociologo, poeta e educatore italiano († 1997)
- 1925 - Antonio Amurri, umorista, paroliere e autore televisivo italiano († 1992)
- 1925 - Giuseppe Colizzi, regista, sceneggiatore e produttore cinematografico italiano († 1978)
- 1925 - Giselher Klebe, compositore tedesco († 2009)
- 1925 - Giuseppe Morelli, filologo classico italiano († 2014)
- 1925 - Fabio Roccheggiani, pittore, allenatore di calcio e calciatore italiano († 1967)
- 1926 - Mel Brooks, regista, sceneggiatore e comico statunitense
- 1926 - Pino Dordoni, marciatore italiano († 1998)
- 1926 - Robert Shelton, critico musicale e critico cinematografico statunitense († 1995)
- 1927 - Aurelio Del Rio, ciclista su strada italiano († 2006)
- 1927 - Frank Sherwood Rowland, chimico statunitense († 2012)
- 1927 - Stefan Sonderegger, storico, linguista e militare svizzero († 2017)
- 1927 - Hedvig Szabó, ex cestista ungherese
- 1927 - Boris Šilkov, pattinatore di velocità su ghiaccio sovietico († 2015)
- 1928 - Roberto Belangero, calciatore e allenatore di calcio brasiliano († 1996)
- 1928 - John Stewart Bell, fisico britannico († 1990)
- 1928 - Claus Biederstaedt, attore, doppiatore e regista teatrale tedesco († 2020)
- 1928 - Hans Blix, politico, giurista e funzionario svedese
- 1928 - Stan Dargis, cestista lituano († 2004)
- 1928 - Don Dubbins, attore statunitense († 1991)
- 1928 - Aurelio Santagostino, calciatore italiano († 2004)
- 1928 - Tina Zuccoli, insegnante, viaggiatrice e fotografa italiana († 2006)
- 1929 - Roger Antoine, cestista francese († 2003)
- 1929 - Stan Charlton, calciatore inglese († 2012)
- 1929 - Mario Marcolla, operaio e scrittore italiano († 2003)
- 1930 - José Luis Artetxe, calciatore spagnolo († 2016)
- 1930 - William Cecil Campbell, biochimico irlandese
- 1930 - Itamar Augusto Cautiero Franco, politico brasiliano († 2011)
- 1930 - Jack Gold, regista britannico († 2015)
- 1930 - Joachim Hansen, attore tedesco († 2007)
- 1930 - Maureen Howard, scrittrice statunitense († 2022)
- 1930 - Ignazio Pietro VIII Abdel-Ahad, patriarca cattolico siriano († 2018)
- 1930 - Emilio Marchesini, attore e doppiatore italiano († 1992)
- 1930 - Lucio Mastronardi, scrittore italiano († 1979)
- 1930 - Vittorio Tomassetti, vescovo cattolico italiano († 2008)
- 1930 - Kenneth Wannberg, compositore e arrangiatore statunitense († 2022)
- 1931 - Hans Alfredson, regista, attore e scrittore svedese († 2017)
- 1931 - Carlo Bartoli, architetto e designer italiano († 2020)
- 1931 - Jürg Federspiel, scrittore svizzero († 2007)
- 1931 - Franco Foschi, politico e scrittore italiano († 2007)
- 1931 - Aleksandar Ivoš, calciatore jugoslavo († 2020)
- 1931 - Junior Johnson, pilota automobilistico e dirigente sportivo statunitense († 2019)
- 1931 - Geraldo Mattos, scrittore e esperantista brasiliano († 2014)
- 1931 - Lucien Victor, ciclista su strada belga († 1995)
- 1932 - Guido Galli, magistrato italiano († 1980)
- 1932 - Pat Morita, attore, comico e cabarettista statunitense († 2005)
- 1933 - Victor Emery, ex bobbista e ex slittinista canadese
- 1933 - Freddie Goodwin, dirigente sportivo, allenatore di calcio e calciatore inglese († 2016)
- 1933 - Boris Malenko, wrestler statunitense († 1994)
- 1933 - Nora Orlandi, cantante, compositrice e pianista italiana († 2025)
- 1933 - George Stulac, ex cestista e multiplista canadese
- 1934 - Michael Artin, matematico statunitense
- 1934 - Carl Levin, politico statunitense († 2021)
- 1934 - Jordi Parra, ex cestista spagnolo
- 1934 - Alfred Pyka, calciatore tedesco († 2012)
- 1934 - Georges Wolinski, fumettista francese († 2015)
- 1935 - Chinesinho, calciatore e allenatore di calcio brasiliano († 2011)
- 1935 - Aldo Fontana, calciatore italiano († 2013)
- 1935 - Ronald Shusett, sceneggiatore e produttore cinematografico statunitense († 2024)
- 1935 - Nicola Tempesta, judoka italiano († 2021)
- 1935 - Giuseppe Toma, pittore e scultore italiano
- 1936 - Chuck Howley, ex giocatore di football americano statunitense
- 1936 - Ahmed Yassin, politico e religioso palestinese († 2004)
- 1936 - Kurt Krenn, vescovo cattolico austriaco († 2014)
- 1936 - Major Owens, politico statunitense († 2013)
- 1936 - Andrzej Pstrokoński, cestista e allenatore di pallacanestro polacco († 2022)
- 1937 - Richard Bright, attore statunitense († 2006)
- 1937 - Domenico Cattarinich, fotografo e regista italiano († 2017)
- 1937 - Menotti Galeotti, politico, poeta e scrittore italiano († 2017)
- 1937 - Carlo Henke, karateka italiano († 2010)
- 1937 - Juan José Saer, scrittore argentino († 2005)
- 1937 - Tom Magliozzi, attore e doppiatore statunitense († 2014)
- 1937 - Nunzio Ruta, politico italiano
- 1937 - Romano Sgheiz, ex canottiere italiano
- 1937 - Tony Young, attore statunitense († 2002)
- 1937 - Geōrgios Zaimīs, velista greco († 2020)
- 1938 - József Gelei, allenatore di calcio e ex calciatore ungherese
- 1938 - Dieter Glemser, pilota automobilistico tedesco
- 1938 - Leon Panetta, politico e ex militare statunitense
- 1938 - Roberto Poli, dirigente d'azienda italiano († 2025)
- 1939 - Giorgio Canali, allenatore di calcio e ex calciatore italiano
- 1939 - Marc Cavell, attore e cantante statunitense († 2004)
- 1940 - Richard Chew, montatore, produttore cinematografico e direttore della fotografia statunitense
- 1940 - Ken Flaton, giocatore di poker statunitense († 2004)
- 1940 - Roderick Wright, vescovo cattolico scozzese († 2005)
- 1940 - Muhammad Yunus, economista e banchiere bangladese
- 1941 - David Johnston, giurista e politico canadese
- 1941 - Hisao Kami, allenatore di calcio e ex calciatore giapponese
- 1941 - Clifford Luyk, ex cestista e allenatore di pallacanestro statunitense
- 1941 - Mike Royer, fumettista statunitense
- 1941 - Donald Spoto, scrittore, biografo e teologo statunitense († 2023)
- 1941 - Valentina Tichomirova, ex multiplista sovietica
- 1941 - Carlo Truzzi, teologo italiano
- 1941 - Jim Ward, imprenditore e piercer statunitense
- 1942 - Valdis Birkavs, politico lettone
- 1942 - Alfredo Cerruti, produttore discografico, autore televisivo e cantante italiano († 2020)
- 1942 - Chris Hani, attivista e politico sudafricano († 1993)
- 1942 - Lella Ravasi Bellocchio, psicologa e saggista italiana
- 1942 - Rupert Sheldrake, biologo, biochimico e saggista britannico
- 1942 - Terje Skarsfjord, allenatore di calcio norvegese († 2018)
- 1942 - Hans-Joachim Walde, multiplista tedesco († 2013)
- 1942 - Frank Zane, culturista statunitense
- 1943 - Jens Birkemose, pittore danese († 2022)
- 1943 - Margit Fischer, designer austriaca
- 1943 - Pietro Guerra, ex ciclista su strada e pistard italiano
- 1943 - Donald Johanson, paleontologo statunitense
- 1943 - Klaus von Klitzing, fisico tedesco
- 1943 - Ryszard Krynicki, poeta, editore e traduttore polacco
- 1943 - Ismael Laguna, ex pugile panamense
- 1943 - Ed Pastor, politico statunitense († 2018)
- 1943 - Giuliano Taccola, calciatore italiano († 1969)
- 1943 - Gary Veneruzzo, ex hockeista su ghiaccio canadese
- 1944 - Benedetto Capizzi, mafioso italiano († 2023)
- 1944 - Philippe Druillet, disegnatore e fumettista francese
- 1944 - Otto Hofer, cavaliere svizzero
- 1944 - Luigi Maninetti, politico italiano
- 1944 - Roberto Marson, schermidore italiano († 2011)
- 1944 - Luis Nicolao, ex nuotatore argentino
- 1944 - Aleksandar Ristić, allenatore di calcio e ex calciatore bosniaco
- 1944 - Clino Trini Castelli, designer e artista italiano
- 1945 - Ken Buchanan, pugile britannico († 2023)
- 1945 - Allegra Caracciolo, filantropa italiana
- 1945 - Jane Harman, politica statunitense
- 1945 - Keith R. Kernspecht, artista marziale tedesco († 2024)
- 1945 - David Knights, musicista, bassista e compositore britannico
- 1945 - Philippa Marrack, biologa e immunologa britannica
- 1945 - Risto Ničevski, scacchista macedone († 1996)
- 1945 - Raul Seixas, cantante, compositore e musicista brasiliano († 1989)
- 1946 - Howard Barker, drammaturgo e sceneggiatore britannico
- 1946 - Cathy Benedetto, ex cestista e allenatrice di pallacanestro statunitense
- 1946 - Viktor Buturlin, regista sovietico († 2022)
- 1946 - Bruce Davison, attore statunitense
- 1946 - Jaime Guzmán, politico e giurista cileno († 1991)
- 1946 - John Lounge, astronauta e ingegnere statunitense († 2011)
- 1946 - Gilda Radner, attrice e comica statunitense († 1989)
- 1947 - Peter Abrahams, scrittore statunitense
- 1947 - John Aston, ex calciatore inglese
- 1947 - Anny Duperey, scrittrice e attrice francese
- 1947 - Eugène Green, regista, sceneggiatore e drammaturgo francese
- 1947 - Leonardo Morlino, politologo italiano († 2025)
- 1947 - Luigi Renzo, vescovo cattolico italiano
- 1947 - Laura Tyson, politica e economista statunitense
- 1948 - Kathy Bates, attrice e regista statunitense
- 1948 - Pier Luigi Bernabò, rugbista a 15, allenatore di rugby a 15 e dirigente sportivo italiano
- 1948 - Sergej Vladimirovič Bodrov, regista, sceneggiatore e produttore cinematografico russo
- 1948 - Enzo Cozzolino, alpinista italiano († 1972)
- 1948 - Kristina Hautala, cantante finlandese
- 1948 - Ken Ishikawa, fumettista, scrittore e sceneggiatore giapponese († 2006)
- 1948 - Hans Lampe, ex nuotatore tedesco occidentale
- 1948 - Pablo Moses, cantante giamaicano
- 1948 - Kenneth Alan Ribet, matematico statunitense
- 1948 - Brian Rowan, calciatore scozzese († 2021)
- 1948 - Harold Schechter, scrittore statunitense
- 1948 - Noboru Sugimura, scrittore e sceneggiatore giapponese († 2005)
- 1948 - Ellen Tittel, mezzofondista tedesca († 2023)
- 1949 - Joëlle Bergeron, politica francese
- 1949 - David Gil Dalin, rabbino e storico statunitense
- 1949 - Tom Owens, ex cestista statunitense
- 1949 - Giuseppe Pagliei, militare e poliziotto italiano († 1978)
- 1950 - Bruno Bigoni, regista, sceneggiatore e produttore cinematografico italiano
- 1950 - Marco Columbro, attore e conduttore televisivo italiano
- 1950 - Gary Habermas, filosofo e teologo statunitense
- 1950 - Aleksandr Korneljuk, ex velocista sovietico
- 1950 - Antonio Lotierzo, poeta, scrittore e saggista italiano
- 1950 - Mauricio Rojas, economista e politico svedese
- 1950 - Martin Schumacher, statistico tedesco
- 1950 - Nobuhiro Tajima, pilota automobilistico e pilota di rally giapponese
- 1950 - Raffaele Torella, indologo e storico delle religioni italiano
- 1951 - Walter Alva, archeologo peruviano
- 1951 - Jerry Calà, attore, comico e cabarettista italiano
- 1951 - Fabio Fossati, ex cestista e allenatore di pallacanestro italiano
- 1951 - Giuseppe Giuliano, vescovo cattolico italiano
- 1951 - Rolf Milser, ex sollevatore tedesco occidentale
- 1951 - Daniel Ruiz-Bazán, ex calciatore spagnolo
- 1951 - Kazumi Takada, calciatore giapponese († 2009)
- 1951 - Lalla Ward, attrice inglese
- 1952 - Tomás Boy, calciatore e allenatore di calcio messicano († 2022)
- 1952 - Gianfranco Giagni, regista e sceneggiatore italiano
- 1952 - John Patrick Lowrie, doppiatore statunitense
- 1952 - Pietro Mennea, velocista e politico italiano († 2013)
- 1952 - Alan Pasqua, musicista, compositore e insegnante statunitense
- 1952 - Luigi Podestà, ex calciatore italiano
- 1952 - Jean-Christophe Rufin, medico e scrittore francese
- 1953 - Nicolò D'Amico, astrofisico italiano († 2020)
- 1953 - Jamtsying Davaajav, lottatore mongolo († 2000)
- 1953 - Kim Mal-ryeon, ex cestista sudcoreana
- 1953 - Pavel Posád, vescovo cattolico ceco
- 1953 - Eckart Ratz, magistrato e politico austriaco
- 1953 - Gernot Rohr, allenatore di calcio, dirigente sportivo e ex calciatore tedesco
- 1953 - Adrienne Roy, illustratrice statunitense († 2010)
- 1953 - Manni Thofte, ex sciatore alpino e calciatore svedese
- 1954 - Claudio Carini, attore teatrale, regista e editore italiano
- 1954 - Alice Krige, attrice sudafricana
- 1954 - Benoît Sokal, fumettista e autore di videogiochi belga († 2021)
- 1954 - Diana Wallis, politica britannica
- 1954 - Jutta Weber, ex nuotatrice tedesca occidentale
- 1955 - Karl Fleschen, ex mezzofondista tedesco
- 1955 - Eric Gates, ex calciatore inglese
- 1955 - Steven Greer, ufologo statunitense
- 1955 - Thomas Hampson, baritono statunitense
- 1955 - Eberhard van der Laan, politico e avvocato olandese († 2017)
- 1955 - Vladimir Sachnov, fondista kazako
- 1955 - Virginia Vianello, scenografa italiana
- 1955 - Heribert Weber, allenatore di calcio e ex calciatore austriaco
- 1955 - Nikolaj Zimjatov, fondista russo
- 1956 - Daniela Altomonte, dialoghista italiana
- 1956 - Per Bergerud, ex saltatore con gli sci norvegese
- 1956 - Giovanni Dell'Elce, politico italiano
- 1956 - Amira Hass, scrittrice e giornalista israeliana
- 1956 - Alma Rosa Hernández, politica messicana († 2022)
- 1956 - Bakir Izetbegović, politico bosniaco
- 1956 - Helmut Kickton, organista, direttore di coro e editore tedesco
- 1957 - Lučka Kajfež Bogataj, climatologa slovena
- 1957 - Brigitte Christensen, attrice danese
- 1957 - Mike Skinner, pilota automobilistico statunitense
- 1957 - Georgi Părvanov, politico bulgaro
- 1957 - Jim Spanarkel, ex cestista statunitense
- 1958 - Pedro Blanco, ex calciatore colombiano
- 1958 - Donna Edwards, politica statunitense
- 1958 - Vittorio Frigerio, francesista, artista e gallerista italiano
- 1958 - Takashi Nemoto, fumettista e illustratore giapponese
- 1958 - Giuseppe Pelosi, criminale italiano († 2017)
- 1958 - Sergej Šachraj, ex pattinatore artistico su ghiaccio sovietico
- 1959 - Predrag Bojić, ex cestista e dirigente sportivo jugoslavo
- 1959 - Clint Boon, musicista, tastierista e conduttore radiofonico inglese
- 1959 - Agostino Braca, scacchista italiano
- 1959 - Oreste Castagna, attore italiano
- 1959 - Brad Fraser, drammaturgo e sceneggiatore canadese
- 1959 - Frank Wörndl, ex sciatore alpino tedesco
- 1960 - Andrea Benelli, dirigente sportivo e ex tiratore a volo italiano
- 1960 - Carmelo Bongiorno, fotografo e docente italiano
- 1960 - John Elway, ex giocatore di football americano statunitense
- 1960 - Marek Jurek, politico polacco
- 1960 - Wim Koevermans, allenatore di calcio e ex calciatore olandese
- 1960 - Howie Pyro, bassista, chitarrista e musicista statunitense († 2022)
- 1960 - Giuseppe Lumia, politico italiano
- 1960 - Jon Rognlien, traduttore e critico letterario norvegese
- 1960 - Dejan Srzić, allenatore di pallacanestro serbo
- 1960 - Gherardo Ugolini, filologo classico e grecista italiano
- 1961 - Marco Antonio Bazzocchi, critico letterario e saggista italiano
- 1961 - Claudio Broglia, politico italiano
- 1961 - Euagoras Christofī, ex calciatore cipriota
- 1961 - Paolo De Toffol, allenatore di calcio e ex calciatore italiano
- 1961 - Lorenz Hess, politico svizzero
- 1961 - Truls Jenssen, allenatore di calcio e ex calciatore norvegese
- 1961 - Thomas Klay, giocatore di curling svizzero
- 1961 - Alison Lang, ex cestista canadese
- 1961 - Mike Lindell, imprenditore statunitense
- 1961 - Jeff Malone, ex cestista e allenatore di pallacanestro statunitense
- 1961 - Leonard Orban, economista e politico romeno
- 1961 - Jay Schroeder, ex giocatore di football americano statunitense
- 1961 - Carl Sentance, cantante britannico
- 1961 - Ramunė Šidlauskaitė, ex cestista sovietica
- 1961 - Kurdt Vanderhoof, chitarrista statunitense
- 1961 - Irina Wanka, attrice e doppiatrice tedesca
- 1961 - Simona Zanini, cantante e paroliera statunitense
- 1962 - Anișoara Cușmir-Stanciu, ex lunghista rumena
- 1962 - Cathy Gentile-Patti, ex sciatrice alpina statunitense
- 1962 - Kjell Jonevret, allenatore di calcio e calciatore svedese
- 1962 - Flavio Pagano, scrittore italiano
- 1962 - Věra Pauchová, ex cestista cecoslovacca
- 1962 - Antonio Provasio, attore teatrale italiano
- 1962 - Ann-Louise Skoglund, ex ostacolista svedese
- 1962 - Valentino Valentini, politico italiano
- 1963 - Charlie Clouser, compositore, tastierista e produttore discografico statunitense
- 1963 - Piero Coen, allenatore di pallacanestro e ex cestista italiano
- 1963 - Mike Fitzpatrick, politico e avvocato statunitense († 2020)
- 1963 - Giovanni La Via, politico italiano
- 1963 - Torbjørn Løkken, ex combinatista nordico norvegese
- 1963 - Loredana Maiuri, cantante italiana
- 1963 - Carmine Masiello, generale italiano
- 1964 - Ismail Youssef, allenatore di calcio e ex calciatore egiziano
- 1964 - Sanjeev Bhaskar, attore britannico
- 1964 - Luigi Casati, speleologo italiano
- 1964 - DJ Quicksilver, disc jockey turco
- 1964 - Sabrina Ferilli, attrice e conduttrice televisiva italiana
- 1964 - Peter Goddard, pilota motociclistico australiano
- 1964 - Dino Hackett, ex giocatore di football americano statunitense
- 1964 - Mayumi Kaji, ex calciatrice giapponese
- 1964 - Susan Mascarin, ex tennista statunitense
- 1964 - Bernie McCahill, ex rugbista a 15 e allenatore di rugby a 15 neozelandese
- 1964 - Brigitte Mohn, imprenditrice tedesca
- 1965 - Luis Abarca, ex calciatore cileno
- 1965 - Hansjörg Aschenwald, ex combinatista nordico austriaco
- 1965 - Morten Bruun, ex calciatore e allenatore di calcio danese
- 1965 - Belayneh Dinsamo, ex maratoneta etiope
- 1965 - Jessica Hecht, attrice statunitense
- 1965 - Mila By Night, conduttrice radiofonica italiana
- 1965 - Marta Kos, diplomatica e politica slovena
- 1965 - Cyrille Makanaky, ex calciatore camerunese
- 1965 - John Medeski, tastierista e compositore statunitense
- 1965 - Andrej Nepein, ex biatleta sovietico
- 1965 - Gianluigi Parlato, giornalista italiano
- 1965 - Sonny Strait, doppiatore e fumettista statunitense
- 1965 - Tiaan Strauss, rugbista a 13, rugbista a 15 e imprenditore sudafricano
- 1965 - Maciej Szczęsny, ex calciatore polacco
- 1965 - Michele Timms, ex cestista e allenatrice di pallacanestro australiana
- 1965 - Vladimir Tkačenko, ex nuotatore sovietico
- 1966 - Antonio Andrisani, attore, sceneggiatore e regista italiano
- 1966 - John Cusack, attore, sceneggiatore e produttore cinematografico statunitense
- 1966 - Riccardo Esposito, ex cestista e allenatore di pallacanestro italiano
- 1966 - Andrew Lang, ex cestista statunitense
- 1966 - Åsa Larsson, scrittrice svedese
- 1966 - Mary Stuart Masterson, attrice statunitense
- 1966 - Robin Milton, pilota motociclistico britannico
- 1966 - Nelson Sardinha, ex cestista angolano
- 1966 - Sara Stewart, attrice scozzese
- 1966 - Michel Wentzel, ex giocatore di calcio a 5 e allenatore di calcio a 5 olandese
- 1966 - Nadia Zicoschi, giornalista e conduttrice televisiva italiana
- 1966 - Michele Zuin, politico italiano
- 1967 - Massimo Bedino, ex pallavolista italiano
- 1967 - Gil Bellows, attore canadese
- 1967 - Hilde Crevits, politica belga
- 1967 - José Flores, ex calciatore venezuelano
- 1967 - Patrice Lefebvre, allenatore di hockey su ghiaccio e ex hockeista su ghiaccio canadese
- 1967 - Urs Marti, politico e imprenditore svizzero
- 1967 - Giovanni Massaro, vescovo cattolico italiano
- 1967 - Lars Riedel, ex discobolo tedesco
- 1967 - William Albert Wack, vescovo cattolico statunitense
- 1967 - Zhong Huandi, ex mezzofondista e maratoneta cinese
- 1968 - Davide Bramati, dirigente sportivo e ex ciclista su strada italiano
- 1968 - Chayanne, cantante, attore e ballerino portoricano
- 1968 - Vilayət Eyvazov, poliziotto, generale e politico azero
- 1968 - Bejun Mehta, contraltista statunitense
- 1968 - Paolo Montagnani, ex pallavolista e allenatore di pallavolo italiano
- 1968 - Tanja Ribič, attrice e cantante slovena
- 1968 - Atori Shigematsu, doppiatrice giapponese
- 1969 - Arben Ahmetaj, politico albanese
- 1969 - Tichina Arnold, attrice statunitense
- 1969 - Aimee Bender, scrittrice statunitense
- 1969 - Danielle Brisebois, cantautrice, attrice e polistrumentista statunitense
- 1969 - Linda Buthelezi, ex calciatore sudafricano
- 1969 - Stéphane Chapuisat, allenatore di calcio e ex calciatore svizzero
- 1969 - Jon Heidenreich, ex wrestler e ex giocatore di football americano statunitense
- 1969 - Noboru Iguchi, regista, sceneggiatore e attore giapponese
- 1969 - Phil Masinga, calciatore, allenatore di calcio e dirigente sportivo sudafricano († 2019)
- 1969 - Fabrizio Mori, ex ostacolista italiano
- 1969 - Norbert Nagy, calciatore ungherese († 2003)
- 1969 - Valeria Vaiano, attrice italiana
- 1969 - Ayelet Zurer, attrice e modella israeliana
- 1970 - Ace Atkins, scrittore e giornalista statunitense
- 1970 - Steve Burton, attore e doppiatore statunitense
- 1970 - Pål Håpnes, ex calciatore norvegese
- 1970 - Rúni Justinussen, ex calciatore faroese
- 1970 - Mike White, attore, sceneggiatore e regista statunitense
- 1971 - Lorenzo Amoruso, dirigente sportivo e ex calciatore italiano
- 1971 - Fabien Barthez, allenatore di calcio, pilota automobilistico e ex calciatore francese
- 1971 - Fabrizio Borroni, giocatore di biliardo italiano
- 1971 - Roberta Castoldi, violoncellista, traduttrice e poetessa italiana
- 1971 - Kenny Cunningham, ex calciatore irlandese
- 1971 - Antonio Dattilo, ex arbitro di calcio e dirigente sportivo italiano
- 1971 - Sean Dyche, allenatore di calcio e ex calciatore inglese
- 1971 - Sébastien Gattuso, velocista e bobbista monegasco
- 1971 - Sophie Hannah, scrittrice e poetessa britannica
- 1971 - Bobby Hurley, ex cestista e allenatore di pallacanestro statunitense
- 1971 - Krisztián Kulcsár, ex schermidore e dirigente sportivo ungherese
- 1971 - Paul Magnette, politico e politologo belga
- 1971 - Benito Martinez, attore statunitense
- 1971 - Elon Musk, imprenditore e politico sudafricano
- 1971 - Aileen Quinn, attrice, cantante e ballerina statunitense
- 1971 - Ray Slijngaard, musicista e rapper olandese
- 1971 - No I.D., produttore discografico e rapper statunitense
- 1971 - Toshihiro Yoshimura, ex calciatore giapponese
- 1972 - Piero Ausilio, dirigente sportivo italiano
- 1972 - Hédi Berkhissa, calciatore tunisino († 1997)
- 1972 - Cale Boyter, produttore cinematografico statunitense
- 1972 - Marija Butyrskaja, ex pattinatrice artistica su ghiaccio russa
- 1972 - Massimo Dedo, musicista, polistrumentista e cantautore italiano
- 1972 - Darcie Dohnal, ex pattinatrice di short track statunitense
- 1972 - Julie Doiron, cantautrice canadese
- 1972 - Óscar Esquivias, scrittore spagnolo
- 1972 - Brendan Hunt, attore e doppiatore statunitense
- 1972 - Dave Hyatt, programmatore statunitense
- 1972 - Eugene McManus, pilota motociclistico britannico
- 1972 - Mark Merklein, allenatore di tennis e ex tennista bahamense
- 1972 - Ngô Bảo Châu, matematico vietnamita
- 1972 - Alessandro Nivola, attore statunitense
- 1972 - Cristiano Pavone, ex calciatore e giocatore di beach soccer italiano
- 1972 - Bogdan Rath, ex pallanuotista rumeno
- 1972 - Jorge San Esteban, ex calciatore e allenatore di calcio argentino
- 1972 - Andrea Slošiarová, ex cestista slovacca
- 1973 - Adrián Annus, ex martellista ungherese
- 1973 - Alberto Berasategui, ex tennista spagnolo
- 1973 - Stan Bowman, dirigente sportivo canadese
- 1973 - Damir Čakar, ex calciatore montenegrino
- 1973 - Francisco Costa, ex tennista brasiliano
- 1973 - Kjetil-Vidar Haraldstad, batterista norvegese
- 1973 - Airat Ichmouratov, compositore, direttore d'orchestra e clarinettista russo
- 1973 - Sabri Jaballah, ex calciatore tunisino
- 1973 - André Lange, ex bobbista tedesco
- 1973 - Brian Maisonneuve, allenatore di calcio e ex calciatore statunitense
- 1973 - Glenn McQuaid, regista e sceneggiatore irlandese
- 1973 - Gloria, cantante bulgara
- 1973 - Youssef Rossi, ex calciatore marocchino
- 1973 - Ingrid Seynhaeve, modella belga
- 1973 - Regillio Simons, allenatore di calcio e ex calciatore olandese
- 1973 - Vishal-Shekhar, compositore e cantante indiano
- 1974 - Rob Dyrdek, skater e produttore televisivo statunitense
- 1974 - Vladimír Leitner, ex calciatore slovacco
- 1974 - Patricia Marx, cantante e compositrice brasiliana
- 1974 - Marco Maurizi, filosofo italiano
- 1974 - Miki Mizuno, attrice giapponese
- 1974 - Francesco Rucco, politico italiano
- 1974 - Luca Sironi, ex ciclista su strada italiano
- 1974 - Abdul-Karim al-Jabbar, giocatore di football americano statunitense
- 1975 - Giovanna Bruno, politica italiana
- 1975 - Angelo Ciocca, politico italiano
- 1975 - Mercedes Margalot, ex hockeista su prato argentina
- 1975 - Dario Mione, giornalista e scacchista italiano
- 1975 - Jon Nödtveidt, cantautore e chitarrista svedese († 2006)
- 1975 - Tom Sanne, ex calciatore norvegese
- 1975 - Tara Teigen, ex snowboarder canadese
- 1976 - Nawaf Al-Temyat, ex calciatore saudita
- 1976 - Shinobu Asagoe, ex tennista giapponese
- 1976 - Fuad Aslanov, pugile azero
- 1976 - Bair Badënov, arciere russo
- 1976 - Simone Cadamuro, ex ciclista su strada italiano
- 1976 - Dave Eggar, violoncellista, pianista e compositore statunitense
- 1976 - Paweł Gil, arbitro di calcio polacco
- 1976 - Kateřina Holubcová, ex biatleta ceca
- 1976 - David Palmer, giocatore di squash australiano
- 1976 - Gleb Pisarevskij, ex sollevatore russo
- 1976 - Hans Sarpei, ex calciatore ghanese
- 1976 - Satam al-Suqami, terrorista saudita († 2001)
- 1976 - Avi Tikva, ex calciatore israeliano
- 1976 - Seth Wescott, snowboarder statunitense
- 1977 - Edwin González, ex calciatore salvadoregno
- 1977 - Hua Hsu, scrittore statunitense
- 1977 - Lindsay Lee-Waters, ex tennista statunitense
- 1977 - Davide Mandelli, allenatore di calcio e ex calciatore italiano
- 1977 - Mark Stoermer, bassista statunitense
- 1977 - Alessandro Tiberi, attore e doppiatore italiano
- 1977 - Robert Troha, ex cestista croato
- 1977 - Martin Wilde, ex hockeista su ghiaccio svedese
- 1978 - Dmytro Babenko, ex calciatore ucraino
- 1978 - Camille Guaty, attrice statunitense
- 1978 - Maya Hazen, attrice giapponese
- 1978 - Ayman Idais, ex cestista giordano
- 1978 - Ha Ji-won, attrice sudcoreana
- 1978 - Simone Patrizi, cantante italiano
- 1978 - Elmer Ponciano, ex calciatore guatemalteco
- 1978 - Sarah Stanton, tastierista britannica
- 1978 - Bernd Thijs, allenatore di calcio e ex calciatore belga
- 1979 - Salah, danzatore francese
- 1979 - Damone Brown, ex cestista statunitense
- 1979 - Felicia Day, attrice statunitense
- 1979 - Alejandro Lago, ex calciatore uruguaiano
- 1979 - Tim McCord, bassista statunitense
- 1979 - Aaron McGhee, ex cestista statunitense
- 1979 - Leticia Murray, modella messicana
- 1979 - Nikolas Nikolaou, ex calciatore cipriota
- 1979 - Niklas Nordgren, ex hockeista su ghiaccio svedese
- 1979 - Pietro Sibello, velista italiano
- 1979 - James Spithill, velista australiano
- 1979 - Florian Zeller, scrittore, drammaturgo e regista francese
- 1980 - Andrea Benetti, ex canoista italiano
- 1980 - Maurizio Domizzi, allenatore di calcio e ex calciatore italiano
- 1980 - Marcel Herzog, dirigente sportivo e ex calciatore svizzero
- 1980 - Birger Maertens, ex calciatore belga
- 1980 - Mirza Mešić, ex calciatore bosniaco
- 1980 - Jevgeni Novikov, ex calciatore estone
- 1980 - Roi Reinshreiber, arbitro di calcio israeliano
- 1980 - Flávio Saretta, ex tennista brasiliano
- 1980 - Valeria Vaglio, cantautrice italiana
- 1980 - Rodney White, ex cestista statunitense
- 1981 - Johntá Austin, cantante, rapper e produttore discografico statunitense
- 1981 - Samar Badawi, attivista saudita
- 1981 - Andrea Cavalletto, costumista italiano
- 1981 - Tiffany Hopkins, ex attrice pornografica francese
- 1981 - Vasil' Kiryenka, ex ciclista su strada e pistard bielorusso
- 1981 - Guillermo Martínez, giavellottista cubano
- 1981 - Jozef Ninis, slittinista slovacco
- 1981 - Brandon Phillips, giocatore di baseball statunitense
- 1981 - Aarthie Ramaswamy, scacchista indiana
- 1981 - Bashir Saeed, ex calciatore emiratino
- 1981 - Mara Santangelo, opinionista e ex tennista italiana
- 1981 - Jon Watts, regista, sceneggiatore e produttore cinematografico statunitense
- 1981 - Pierpaolo Zizzi, attore italiano
- 1982 - Rorys Aragón, ex calciatore ecuadoriano
- 1982 - Ibrahim Camejo, lunghista cubano
- 1982 - Herby Fortunat, ex calciatore francese
- 1982 - Irak'li Gharibashvili, politico georgiano
- 1982 - Dwayne Leo, calciatore grenadino
- 1982 - Grazi Massafera, attrice e conduttrice televisiva brasiliana
- 1982 - Marco Nigg, ex calciatore liechtensteinese
- 1982 - Tomislav Pačovski, ex calciatore macedone
- 1982 - Valentina Piroli, ex cestista italiana
- 1982 - Vladimir Alekseevič Potkin, scacchista russo
- 1982 - Leonid Sarafanov, danzatore russo
- 1982 - Hussain Seraj, calciatore kuwaitiano
- 1982 - Jason Tam, attore, cantante e ballerino statunitense
- 1983 - Georgi Andonov, ex calciatore bulgaro
- 1983 - Alexander Borromeo, ex calciatore filippino
- 1983 - Rainer Eitzinger, ex tennista austriaco
- 1983 - Lars-Kristian Eriksen, ex calciatore norvegese
- 1983 - Juraj Halenár, calciatore slovacco († 2018)
- 1983 - Dmitrij Olegovič Jakovenko, scacchista russo
- 1983 - Kim Young-kwang, ex calciatore sudcoreano
- 1983 - Dorge Kouemaha, ex calciatore camerunese
- 1983 - Reynald Lemaître, ex calciatore francese
- 1983 - Chun Shu, scrittrice e poetessa cinese
- 1983 - Luciléia, giocatrice di calcio a 5 brasiliana
- 1983 - Thomas Nigg, ex calciatore liechtensteinese
- 1983 - Magnar Nordtun, giocatore di calcio a 5 e ex calciatore norvegese
- 1983 - Aleksej Petuchov, fondista russo
- 1983 - Jörg Ritzerfeld, ex saltatore con gli sci tedesco
- 1983 - Sergej Sergeev, ex giocatore di calcio a 5 russo
- 1983 - Eliza Swenson, attrice, scenografa e cantante statunitense
- 1984 - Marcus Anthony, wrestler statunitense
- 1984 - Gosder Cherilus, giocatore di football americano haitiano
- 1984 - Tamara Ecclestone, modella e conduttrice televisiva britannica
- 1984 - Michael Fraser, ex cestista canadese
- 1984 - Francesca Gerardi, politica italiana
- 1984 - Micky Green, cantante australiana
- 1984 - Ivana Grubor, ex cestista serba
- 1984 - Samuel Holmén, calciatore svedese
- 1984 - Aleš Jeseničnik, ex calciatore sloveno
- 1984 - Miquel Martínez, ex calciatore spagnolo
- 1984 - Ramazan Özcan, ex calciatore austriaco
- 1984 - Old Fashioned Lover Boy, cantautore italiano
- 1984 - Andrij Pjatov, allenatore di calcio e ex calciatore ucraino
- 1984 - Anita Rachvelishvili, mezzosoprano georgiano
- 1984 - Orsolya Zsovár, ex cestista ungherese
- 1985 - Arturo Álvarez, ex calciatore statunitense
- 1985 - Yamara Amargo, cestista cubana
- 1985 - Plutónio, rapper e cantante portoghese
- 1985 - Phil Bardsley, allenatore di calcio e ex calciatore scozzese
- 1985 - Antonietta Bello, attrice italiana
- 1985 - Katarzyna Borowicz, modella polacca
- 1985 - Nina Bratčikova, tennista e allenatrice di tennis russa
- 1985 - Valentina D'Urbano, scrittrice e illustratrice italiana
- 1985 - Raúl González Guzmán, calciatore venezuelano
- 1985 - Louise Helyer, pentatleta britannica
- 1985 - Ahmed Kantari, allenatore di calcio e ex calciatore francese
- 1985 - Karolina Kosek, pallavolista polacca
- 1985 - Anselmo Moreno, pugile panamense
- 1985 - Ataru Nakamura, cantautrice e attrice giapponese
- 1985 - Ronald Quinteros, calciatore peruviano
- 1985 - Adonis Ramos, calciatore cubano
- 1985 - Mantas Ruikis, cestista lituano
- 1985 - Lajsan Utjaševa, ginnasta russa
- 1985 - Zhang Chen, pallavolista cinese
- 1986 - Matthew Abood, ex nuotatore australiano
- 1986 - Mathias Beche, pilota automobilistica svizzero
- 1986 - Diane Copenhagen, pallavolista statunitense
- 1986 - Andres Diamond, wrestler italiano
- 1986 - Blank Banshee, musicista canadese
- 1986 - Ryan Harnden, giocatore di curling canadese
- 1986 - Anthony Hilliard, cestista statunitense
- 1986 - Marina Nichișenco, martellista moldava
- 1986 - Suzuko Mimori, doppiatrice giapponese
- 1986 - Giorgi Navalovski, ex calciatore georgiano
- 1986 - Kellie Pickler, cantante e personaggio televisivo statunitense
- 1986 - Shadia Simmons, attrice canadese
- 1986 - Vitālijs Smirnovs, calciatore lettone
- 1986 - Maya Stojan, attrice svizzera
- 1986 - Dag Ole Thomassen, ex calciatore norvegese
- 1986 - Danilson da Cruz, ex calciatore francese
- 1987 - Brandon Brooks, ex cestista statunitense
- 1987 - Teddy Chevalier, calciatore francese
- 1987 - Bartosz Diduszko, cestista polacco
- 1987 - Gabriel Flores, ex calciatore argentino
- 1987 - Michiel Hemmen, ex calciatore olandese
- 1987 - Sek Henry, cestista statunitense
- 1987 - Ayaka Kikuchi, pattinatrice di velocità su ghiaccio giapponese
- 1987 - Karin Knapp, allenatrice di tennis e ex tennista italiana
- 1987 - Magal, ex calciatore brasiliano
- 1987 - Borjas Martín, ex calciatore spagnolo
- 1987 - Bogdan Stancu, ex calciatore rumeno
- 1987 - Lorna Want, attrice e cantante britannica
- 1987 - Justyn Warner, velocista canadese
- 1987 - Terrence Williams, ex cestista statunitense
- 1988 - Aimone Alletti, pallavolista italiano
- 1988 - Alexandra Asimaki, pallanuotista greca
- 1988 - Leon Balogun, calciatore tedesco
- 1988 - Craig Braham-Barrett, calciatore montserratiano
- 1988 - Terrence Cody, giocatore di football americano statunitense
- 1988 - Volodymyr Dantes, cantante ucraino
- 1988 - Cade Davis, ex cestista statunitense
- 1988 - Lewis Duberry, calciatore montserratiano
- 1988 - Kevin Korona, bobbista e ex lunghista tedesco
- 1988 - Nikolaj Mihajlov, ex calciatore bulgaro
- 1988 - Olivier Nyokas, pallamanista della Repubblica Democratica del Congo
- 1988 - Alina Orlova, cantautrice lituana
- 1988 - Sophie Schmidt, calciatrice canadese
- 1988 - DeShawn Shead, giocatore di football americano statunitense
- 1988 - Markéta Sluková, giocatrice di beach volley ceca
- 1988 - Alessandra Tonelli, calciatrice italiana
- 1988 - Annandrea Vitrano, cabarettista, attrice e youtuber italiana
- 1988 - Kanon Wakeshima, cantante e violoncellista giapponese
- 1988 - Daniel Webber, attore australiano
- 1989 - Ronny Fredrik Ansnes, fondista norvegese († 2018)
- 1989 - Sergio Asenjo, ex calciatore spagnolo
- 1989 - Elisa De Marco, youtuber e scrittrice italiana
- 1989 - Joshua Dunkley-Smith, canottiere australiano
- 1989 - Jorge Luis Díaz Gutiérrez, calciatore uruguaiano
- 1989 - Markiplier, youtuber e comico statunitense
- 1989 - Mario Fontanella, calciatore italiano
- 1989 - Lotta Henttala, ex ciclista su strada finlandese
- 1989 - Joe Kovacs, pesista statunitense
- 1989 - Mateusz Machaj, calciatore polacco
- 1989 - Hiroki Miyazawa, calciatore giapponese
- 1989 - Jonathan Monsalve, ciclista su strada venezuelano
- 1989 - Michael Ojo, cestista statunitense
- 1989 - Aleksandr Sapeta, ex calciatore russo
- 1989 - Agustín Silva, calciatore argentino
- 1989 - Marko Simonovski, cestista macedone
- 1989 - Silas Songani, calciatore zimbabwese
- 1989 - Zhang Cheng, calciatore cinese
- 1989 - Tomasz Ziętek, attore, musicista e doppiatore polacco
- 1990 - Katrine Abel, calciatrice danese
- 1990 - Davy Bulthuis, calciatore olandese
- 1990 - Caroline Clark, pallanuotista statunitense
- 1990 - Dzon Delarge, calciatore congolese (Repubblica del Congo)
- 1990 - Kateryna Dorohobuzova, ex cestista ucraina
- 1990 - Jure Jerbić, calciatore croato
- 1990 - Dāvis Krūmiņš, pallavolista lettone
- 1990 - Timi Lahti, ex calciatore finlandese
- 1990 - Lázaro Vinicius Alves Martins, calciatore brasiliano
- 1990 - Aljaksej Lihačėŭski, schermidore bielorusso
- 1990 - Tyler Martin, pallanuotista australiano
- 1990 - Daniele Mori, allenatore di calcio e ex calciatore italiano
- 1990 - Eliane, cantante svizzera
- 1990 - Davide Raucci, cestista italiano
- 1990 - Jasmine Richards, attrice, cantante e ballerina canadese
- 1990 - Lawrence Warbasse, ciclista su strada statunitense
- 1991 - Bru-C, rapper e produttore discografico britannico
- 1991 - Kevin De Bruyne, calciatore belga
- 1991 - Dener Assunção Braz, calciatore brasiliano († 2016)
- 1991 - Aderinsola Eseola, calciatore ucraino
- 1991 - Vladimir Golemić, calciatore serbo
- 1991 - Aldora Itunu, rugbista a 15 neozelandese
- 1991 - Shaun de Jager, velocista sudafricano
- 1991 - Kang Min-hyuk, attore, musicista e cantautore sudcoreano
- 1991 - Anastasija Maksimova, ginnasta russa
- 1991 - Joe McKeehen, giocatore di poker statunitense
- 1991 - Tom Naylor, calciatore inglese
- 1991 - Artem Pyvovarov, cantante ucraino
- 1991 - Seohyun, cantante e attrice sudcoreana
- 1991 - Will Stevens, pilota automobilistico britannico
- 1991 - Hugh Thornton, giocatore di football americano statunitense
- 1991 - Jon Gaztañaga, calciatore spagnolo
- 1991 - Daniel Zovatto, attore costaricano
- 1992 - Niamh Algar, attrice irlandese
- 1992 - Julio César González Trinidad, calciatore paraguaiano
- 1992 - Paulo Helber, ex calciatore brasiliano
- 1992 - Oscar Hiljemark, allenatore di calcio e ex calciatore svedese
- 1992 - Gianluca Maria, ex calciatore olandese
- 1992 - Mateus Pasinato, calciatore brasiliano
- 1992 - Prince Rajcomar, calciatore olandese
- 1992 - Romário Leiria de Moura, ex calciatore brasiliano
- 1992 - Luigi San Nicolás, calciatore andorrano
- 1992 - Elaine Thompson-Herah, velocista giamaicana
- 1992 - Ernesto Torregrossa, calciatore italiano
- 1993 - Bradley Beal, cestista statunitense
- 1993 - Mohamed Benkhemassa, calciatore algerino
- 1993 - Megan Campbell, calciatrice irlandese
- 1993 - Kristina Erman, ex calciatrice slovena
- 1993 - Dīmītrīs Froxylias, calciatore cipriota
- 1993 - Daniel Gastl, lottatore austriaco
- 1993 - Lorenzo Gonnelli, calciatore italiano
- 1993 - Jermaine Hylton, calciatore inglese
- 1993 - Lee Tae-ri, attore sudcoreano
- 1993 - Dario Morello, pugile italiano
- 1993 - Anastasios Mpakasetas, calciatore greco
- 1993 - Umut Nayir, calciatore turco
- 1993 - Arcadie Rusu, calciatore moldavo
- 1994 - Gian Luca Barandun, sciatore alpino svizzero († 2018)
- 1994 - Anastasija Bliznjuk, ginnasta russa
- 1994 - Juan Cavallaro, calciatore argentino
- 1994 - Trévor Clévenot, pallavolista francese
- 1994 - Maëva Coucke, modella francese
- 1994 - Alessio Cragno, calciatore italiano
- 1994 - Anish Giri, scacchista olandese
- 1994 - Miloš Janković, cestista serbo
- 1994 - Elis Ligtlee, ex pistard olandese
- 1994 - Josip Mišić, calciatore croato
- 1994 - Chioma Onyekwere, discobola nigeriana
- 1994 - RIN, rapper tedesco
- 1994 - Marco Thaler, calciatore svizzero
- 1994 - Marta Verona, cestista italiana
- 1994 - Husayn ibn 'Abd Allah, principe giordano
- 1994 - Sai van Wermeskerken, calciatore olandese
- 1995 - Carlos Abad, calciatore spagnolo
- 1995 - Dinis Almeida, calciatore portoghese
- 1995 - Igor Bondarenco, calciatore moldavo
- 1995 - Jason Denayer, calciatore belga
- 1995 - Janio Bikel, calciatore guineense
- 1995 - Kåre Hedebrant, attore svedese
- 1995 - Reezy, rapper tedesco
- 1995 - Rodrigo Holgado, calciatore argentino
- 1995 - Matheus Biteco, calciatore brasiliano († 2016)
- 1995 - Demi-Leigh Nel-Peters, modella sudafricana
- 1995 - Ricardo Rodrigues, calciatore portoghese
- 1995 - Adama Traoré, calciatore maliano
- 1995 - Damjan Vuklišević, calciatore sloveno
- 1995 - Syafiq Ahmad, calciatore malaysiano
- 1996 - Ismael Alomar, pallavolista portoricano
- 1996 - Carlens Arcus, calciatore haitiano
- 1996 - Léo Bergère, triatleta francese
- 1996 - Bresh, cantautore e rapper italiano
- 1996 - Pierre Bruno, rugbista a 15 italiano
- 1996 - Joel Pereira, calciatore svizzero
- 1996 - Alessandro Ciranni, calciatore belga
- 1996 - Jordan Glasgow, giocatore di football americano statunitense
- 1996 - Demarai Gray, calciatore inglese
- 1996 - Leon Guwara, calciatore tedesco
- 1996 - Ebuka Izundu, cestista nigeriano
- 1996 - Milot Rashica, calciatore kosovaro
- 1996 - Eric Ruiu, cestista italiano
- 1996 - Marie-Therese Sporer, ex sciatrice alpina austriaca
- 1996 - Kyle Stolk, ex nuotatore sudafricano
- 1996 - Donna Vekić, tennista croata
- 1996 - Kō Yanagisawa, calciatore giapponese
- 1997 - Sude Bulut, taekwondoka turca
- 1997 - Henry Cameron, ex calciatore neozelandese
- 1997 - Nikos Diplaros, cestista greco
- 1997 - Emiliano Flores, attore messicano
- 1997 - Aleix García, calciatore spagnolo
- 1997 - Marcus Godinho, calciatore canadese
- 1997 - Campbell Harrison, arrampicatore australiano
- 1997 - Florian Kastenmeier, calciatore tedesco
- 1997 - Raylee, cantante norvegese
- 1997 - Aleksandar Lutovac, calciatore serbo
- 1997 - Tadasuke Makino, pilota automobilistico giapponese
- 1997 - Jean-Philippe Mateta, calciatore francese
- 1997 - Lovro Mazalin, cestista croato
- 1997 - Brandon Sargeant, giocatore di snooker inglese
- 1997 - Paula Sevilla, velocista spagnola
- 1997 - Aldin Skenderovic, calciatore lussemburghese
- 1997 - Baylee Steele, cestista statunitense
- 1997 - Shakur Stevenson, pugile statunitense
- 1997 - Melis Yılmaz, pallavolista turca
- 1998 - Ayoub Abou, calciatore marocchino
- 1998 - Robert Baker, cestista statunitense
- 1998 - Alan Cantero, calciatore argentino
- 1998 - Nicolás Domínguez, calciatore argentino
- 1998 - Joel Eriksson, pilota automobilistico svedese
- 1998 - Nadine Fest, sciatrice alpina austriaca
- 1998 - Pedro Gonçalves, calciatore portoghese
- 1998 - Júlíus Magnússon, calciatore islandese
- 1998 - Mamadou Mbaye, calciatore senegalese
- 1998 - Lawrence Ofori, calciatore ghanese
- 1998 - Kevin Rivera, ciclista su strada costaricano
- 1998 - Óscar Rodríguez Arnaiz, calciatore spagnolo
- 1998 - Kaina Yoshio, calciatore giapponese
- 1998 - Zhang Haishan, calciatore macaense
- 1999 - Giovanni Codato, canottiere italiano
- 1999 - Sixten Dragan, giocatore di football americano tedesco
- 1999 - Creed Humphrey, giocatore di football americano statunitense
- 1999 - Redon Mihana, calciatore albanese
- 1999 - Ivo Minkevičs, calciatore lettone
- 1999 - Milán Májer, calciatore ungherese
- 1999 - Simon Rieckhoff, tuffatore svizzero
- 1999 - Benjamin Vogt, calciatore liechtensteinese
- 1999 - Markéta Vondroušová, tennista ceca
- 2000 - Isaac Guerendo, giocatore di football americano statunitense
- 2000 - Axel Gómez, calciatore honduregno
- 2000 - Igor Paixão, calciatore brasiliano
- 2000 - Jemali-Giorgi Jinjolava, calciatore georgiano
- 2000 - Sara Madera, cestista italiana
- 2000 - Melvine Malard, calciatrice francese
- 2000 - Scott Matlock, giocatore di football americano statunitense
- 2000 - Yair Mena, calciatore colombiano
- 2000 - Jarrett Patterson, giocatore di football americano statunitense
- 2000 - Alissa Ranuccini, rugbista a 15 italiana
- 2000 - Yukinari Sugawara, calciatore giapponese
- 2000 - Maksym Talovjerov, calciatore ucraino

## XXI secolo(31)
- 2001 - Paola Boglioni, calciatrice italiana
- 2001 - Jermaine Burton, giocatore di football americano statunitense
- 2001 - Carlos Canal, ciclista su strada e ciclocrossista spagnolo
- 2001 - Christina Födermayr, sciatrice freestyle austriaca
- 2001 - Brayan Gil, calciatore salvadoregno
- 2001 - Jędrzej Grobelny, calciatore polacco
- 2001 - Bryan Reynolds, calciatore statunitense
- 2001 - Elisabeth Terland, calciatrice norvegese
- 2001 - Adnan Ugur, calciatore belga
- 2001 - Gabriel Villamíl, calciatore boliviano
- 2001 - Dorian Williams, giocatore di football americano statunitense
- 2002 - Maswel Ananias Silva, calciatore brasiliano
- 2002 - Kristo Hussar, calciatore estone
- 2002 - Marta Kostjuk, tennista ucraina
- 2002 - Vladimir Lučić, calciatore serbo
- 2002 - Rafael Fernandes, calciatore portoghese
- 2003 - Brandon Aguilera, calciatore costaricano
- 2003 - Marta García Rincón, sollevatrice spagnola
- 2004 - Diego Barrera, calciatore argentino
- 2004 - Kévin Danois, calciatore francese
- 2004 - Franculino Gluda Djú, calciatore guineense
- 2004 - Izan Guevara, pilota motociclistico spagnolo
- 2004 - Jeremías Lázaro, calciatore argentino
- 2004 - Soumaila Magassouba, calciatore maliano
- 2004 - Oliwier Zych, calciatore polacco
- 2004 - Dominika Šalková, tennista ceca
- 2005 - Tom Bischof, calciatore tedesco
- 2005 - Bailey Brandtman, calciatore australiano
- 2005 - Francesco Pio Esposito, calciatore italiano
- 2005 - Mahamadou Nagida, calciatore camerunese
- 2006 - Manuel Senoner, combinatista nordico italiano

## Senza anno specificato(1)
- Giovanna Beatrice del Liechtenstein, principessa austriaca